# Bernaville
Bernaville é uma comuna francesa na região administrativa de Altos da França, no departamento de Somme. Estende-se por uma área de 17,34 km². Em 2010 a comuna tinha 1 079 habitantes (densidade: 62,2 hab./km²).